# Ali Akbar Khamr
Ali Akbar Khamr (en persa: علي اكبرخمر‎también romanizado como ʿAlī Akbar Khamr) es un pueblo en el Distrito rural de Margan , en el Distrito Central del Condado de Hirmand, Provincia de Sistán y Baluchistán, Irán. En el censo de 2006, su población era de 106 personas repartidas en 20 familias.